# 錫蘭 (喬治亞州)
錫蘭（英語：Ceylon）是位於美國喬治亞州康登縣的一個鬼鎮。由於此地已於1916年被荒廢，本地已無人居住。

## 地理
錫蘭的座標為30°57′42″N 81°39′02″W / 30.96167°N 81.65056°W，而該地的平均海拔高度為7米（即23英尺）。